# Лібораждя
Лібораждя (рум. Liborajdea) — село у повіті Караш-Северін в Румунії. Входить до складу комуни Сікевіца.
Село розташоване на відстані 343 км на захід від Бухареста, 70 км на південь від Решиці, 127 км на південь від Тімішоари.

## Населення
За даними перепису населення 2002 року у селі проживали 43 особи, усі — румуни. Усі жителі села рідною мовою назвали румунську.